# Amblyseius nahatius
Amblyseius nahatius är en spindeldjursart som beskrevs av Schicha och Corpuz-Raros 1992. Amblyseius nahatius ingår i släktet Amblyseius och familjen Phytoseiidae. Inga underarter finns listade i Catalogue of Life.